# 간도 공산당 사건

광주학생운동_동아일보

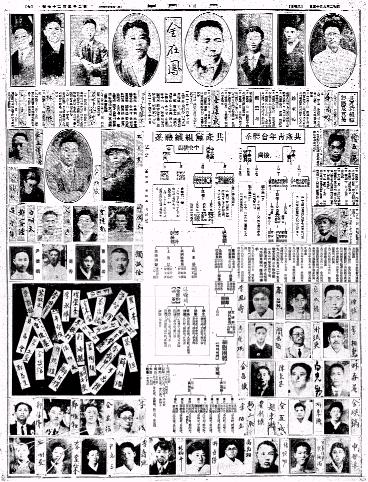
1927년 9월 13일자 동아일보

간도 공산당 사건(間島共産黨事件)은 1927년에서 1930년 사이, 간도에서 활동하던 조선 출신 공산주의 운동가들을 일본 제국(일제)이 검거한 사건이다.

## 배경
간도 공산당 사건을 3차에 걸쳐 발생했는데 이중 제1차 간도 공산당이 설립되기 전, 1926년 3월에 조선 공산당은 중앙 집행위원회를 만주 총국, 상해 총국, 일본 총국으로 다시 건립할 것을 결정하였다. 이에 조봉암, 최원택 등은 1926년 5월 16일 만주 총국을 조직하였고 이와 동시에 고려 공산 청년회 만주 총국이 건립되었다.
1926년 10월 28일 조선 공산당 만주 총국 동만국 집행위원회는 잡지 『화염』을 2000여 부를 발행하였다.
1927년에 이르러 만주 총국은 13개 지회와 3개 군회, 43명의 당원으로 세력을 키워 나갔고, 고려 공산 청년회 만주 총국은 군간부 6개소에 59개 세초, 230명 회원으로 발전하였다.
제2차 간도 공산당은 제1차 간도 공산당 사건 이후에 독립투쟁을 계속해서 이어나가기 위해 북풍파벌(북풍회)과 교류를 하면서 발생하였다. 1928년 조직을 회복한 후에 노동자들에 대한 조직 공작을 강화하고, 노동 조합·농민 동맹 등의 창설을 장려하였다.
노동 조합·농민 동맹과 청년 총동맹은 김봉익(金鳳翼)·주채희(朱埰熙)의 지도 아래 5·1기념 시위 행진과 5·30 유혈사 3주년 강연회를 가지고 일본의 만행을 퍼뜨렸다.
제3차 간도 공산당 사건은 장쉐량의 중동로 사건과 광주 학생이 중심이 된 광주 학생 항일 운동과 맞물려 연변 청년 학생들이 반일 투쟁을 전개하여 발생하였다.

## 사건

### 제1차 간도 공산당 사건
1927년 10월 2일 용정 일본 총영사관이 용정 대성중학교와 동흥중학교 교원 박재하, 임계학 등을 체포하면서 시작하였다. 이에 의한 반발로 조선 공산당 만주 총국 동만국은 일제의 강압적인 방식에 항의하고 체포된 교원들을 구출하기 위해 수 백 명의 학생들과 시위행진을 하였다. 학생들은 붉은기를 들고 삐라를 뿌렸으며 '일본 제국주의를 타도하자!'라는 문구 아래에 그들의 목소리를 높였다. 일본 경찰들은 지방 군경들과 손을 잡고 조선 공산당 만주 총국 책임 비서 대리이며 조직부장인 최원택과 동만국 책임 비서 안기성 등 100여 명을 체포하였다.

### 제2차 간도 공산당 사건
1928년 9월 2일 동만도 청년 간부 이정만 등에 의해 진행된 국제 청년절 기념 활동을 이용하여 삐라를 뿌리고 표어를 붙히며 각종 강연회와 군중 대회를 개최하였다. 또한 시위행진을 통해 일본의 제국주의의 만행을 비판하고 일본 경찰의 강압적인 체포 방식에 항의하였다. 이에 일본 총영사관은 일본 군경들을 동원하여 고려 공산당 청년회 만주 총국 동만도의 간부이자 책임 비서인 이정만 등 72명의 간부와 군중을 체포하였다.

### 제3차 간도 공산당 사건
제3차 간도 공산당 사건은 광주 학생 항일 운동이 일어난 후 학생들이 일본 경찰에 의해 체포되었다는 소식에 분노한 용정의 각 학교 학생들로 인해 퍼져나갔다. 이와 동시에 대성, 동흥중학교 학생들도 반일 투쟁에 가담하면서 규모는 더 커졌다. 1930년 2월 28일부터 3월 5일까지 용정, 소오도구, 내퐁동, 대동구, 4도구, 2도구, 3도구, 약수동 등의 지역에서 수 천 명의 학생들과 농민들이 '일본의 제국주의를 타도하자!'는 구호를 외치며 시위를 전개하였다. 3월 5일 만주 총국 동만도 간부들은 회의를 열어 '3.1 폭동 11주년 기념 준비위원회'를 '전동만 폭동 위원회'로 바꾸고 5월 1일 전 동만에서 폭동을 벌일 것을 결의하였다. 하지만 5월 중순에 이르러 조선 공산당 만주 총국 간부와 혁명 군중 130여 명이 체포되면서 계획은 무산이 되고 만다.

## 조선공산당

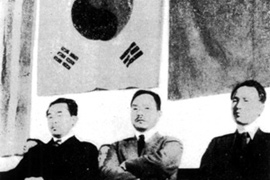
서울에서 개최된 조선 공산당 제21주년 창립기념 행사

조선공산당은 1925년 4월 17일 창건된 공산주의 정당이다. 조선의 사회주의 운동이 조선인 유학생들에 의해 확산되기 시작하면서 공산주의가 조선인들 사이에서 수면 위로 떠오르자 10월 혁명의 영향을 받은, 몰락한 양반과 민족주의 계열 등이 중심이 되어 조선 공산당이 창립되었다.

### 조선공산당 창단 전문
"조선공산당은 국제공산당이 그러함과 마찬가지로 그 한 지부로서 폭력혁명에 의거하여 공산주의 건설을 목적으로 하는 것임은 물론이다. 조선문제로서는 공산당 지도 아래에 노동자 농민의 결합에 의하여 공동전선을 전개하고, 일본제국의 통치를 변혁하여 그 사유재산제도를 부인하려는데 있다.
세계 프롤레타리아 국가 건설을 위해서는 자본주의들인 일본의 제국주의를 타파하고 식민지 조선의 독립을 도모하지 않으면 아니된다. 민족문제의 해결은 프롤레타리아 독재의 일부로 된다. 조선에서의 혁명적 의의는 이와 같이 이해되어야 할 것이다. 프롤레타리아 독재로의 민족운동을 원조함은 물론, 전술로서 민족주의적 단체와 제휴하여 이를 이용하는 것은 이미 배우고 있다. 노동운동으로, 소작쟁의로 파고들어간다. 학교의 맹휴도 그 대상이 되고 있다. 그리하여 그 조직에서는 각 방면의 야체이카를 부식하고, 모든 표현단체에 프락치를 만든다."

## 고려공산청년회
고려공산청년회는 1925년 조선 사회주의 청년운동의 총 지도기관으로 역할을 한 비밀지하단체이다. 1925년 4월 18일, 조선 공산당을 창건한 다음날, 서울 훈정동 4번지 박헌영의 집에서 고려 공산 청년회 창립대표회를 개최하였다. 이들은 청년단체의 '30세 연령제한'과 군연맹, 도연맹, 총동맹의 청년단체 조직 방침과 '노력군중'을 중심으로 한 혁명적 민족주의자 및 혁명적 종교단체와의 협력을 통해 조선혁명 등의 목표를 가지고 사회운동을 실시하였다.

## 결과
간도 공산당 사건은 제1차, 2차, 3차에 걸쳐 발생한 사건이다. 이 사건으로 인해 간도 지역의 공산주의 독립 운동가들이 많은 타격을 입고 그들의 일본의 제국주의의 만행을 폭로하고자 하는 시위는 번번히 무산이 되었다. 하지만 이로 인해 간도지역에서 활발하게 독립운동이 발생할 수 있었으며 간도 공산당 사건으로 인해 파생되는 시위행진과 독립투쟁이 증가하였다.